# Federico Moreira

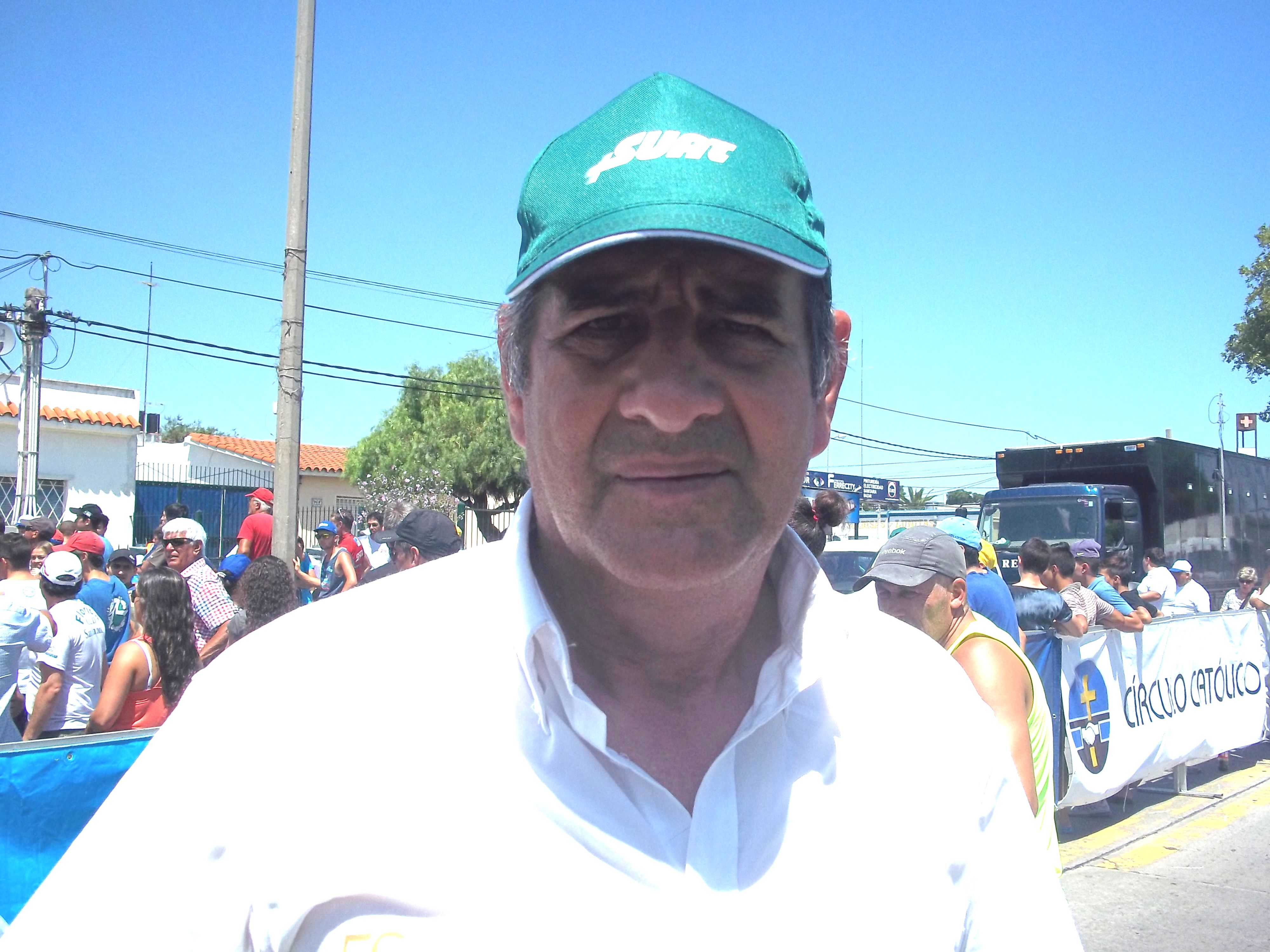
Federico Moreira im Februar 2016

Federico Antonio Moreira Wuilman (* 8. März 1961 in Salto) ist ein ehemaliger uruguayischer Bahn- und Straßenradrennfahrer.
Moreiras Karriere, die von 1975 bis 2006 andauerte, nahm ihren Ursprung, als er 14-jährig dem Club Piedra Alta in Salto beitrat. Von dort führte ihn sein Weg in die uruguayische Hauptstadt Montevideo, wo ihn der Club Ciclista Maroñas unter Vertrag nahm.
1977 nahm er an den Panamerikanischen Spielen der Junioren in Mexiko teil und holte sowohl eine Silber- als auch eine Bronzemedaille. Beim gleichen im Folgejahr in Montevideo ausgerichteten Wettbewerb gewann er Gold und Bronze. Dem ließ er 1979 eine weitere Goldmedaille im venezolanischen San Cristóbal folgen.
Nachdem er 1980 bei seiner ersten Teilnahme bei der Rutas de América bereits Siebter des Gesamtklassements wurde, gelang ihm zwei Jahre später sein erster Gesamtsieg bei dieser Rundfahrt. Diesen Wettbewerb entschied er 1988 und 1997 zwei weitere Male zu seinen Gunsten. Im Jahre 1985 fügte er einen Gesamtsieg bei der Vuelta Ciclista de Chile seiner Erfolgsbilanz hinzu. Darüber hinaus avancierte Moreira in den Folgejahren zum Rekord-Sieger bei der Vuelta Ciclista del Uruguay. Dieses Etappenrennen konnte er insgesamt sechsmal gewinnen (1986, 1989, 1990, 1991, 1997, 2003).
Bei den Südamerikaspielen 1982 in Argentinien gewann er an der Seite von Ricardo Rondán, Waldemar Correa und José Asconeguy die Silbermedaille im 4×100 Wettbewerb. Auch stand er in der Mannschaft die Uruguay bei den Panamerikanischen Spielen 1983 vertrat. Zudem konnte er bei den Panamerikanischen Spielen 1987 die Goldmedaille im 50 km Punkte-Rennen auf der Bahn gewinnen. Moreira nahm ebenfalls für sein Heimatland an den Olympischen Sommerspielen 1988 und 1992 teil. 1999 folgte eine weitere Teilnahme an den Panamerikanischen Spielen in Winnipeg.
Unter anderem startete er in seiner Karriere für die Radsportteams Club Ciclista Maroñas, Club Ciclista Amanecer (spätestens ab 1986 bis 1989), Club Atlético Peñarol (ab 1990 und erneut 2002), Caloi de San Pablo (1995–1996), Club Ciclista Fénix (1997), Club ciclista del Sur (1998), San Antonio/Florida (2001), Club Atenas de Soriano (2003–2004) und Club Atlético Villa Teresa (ab 2004).
Nach seiner aktiven Karriere ist Moreira nunmehr Präsident der Federación Ciclista del Uruguay.